# Heterocloeon curiosum
Heterocloeon curiosum är en dagsländeart som först beskrevs av Mcdunnough 1923.  Heterocloeon curiosum ingår i släktet Heterocloeon och familjen ådagsländor. Inga underarter finns listade i Catalogue of Life.